# Карбовничий, Василий Артёмович
Василий Артёмович Карбовничий (1912—1968) — украинский советский политик, организатор производства. Лауреат Сталинской премии (1952).

## Биография
С 1930 года обучался в Сумском вечернем машиностроительном институте.
Долгий период времени работал на Сумском машиностроительном заводе имени М. В. Фрунзе, с 1941 года — техник-технолог, инженер-технолог, старший инженер-технолог завода.
В 1941—1945 гг. — старший инженер отдела главного технолога завода, с 1945 по 1950 был главным технологом, в 1950—1952 — секретарём комитета КП(б) Украины Сумского машиностроительного завода имени М. В. Фрунзе.
В 1952—1954 — директор Сумского машиностроительного завода имени М. В. Фрунзе.
Затем, назначен 2-м секретарём Сумского обкома КП Украины (февраль 1954 — декабрь 1955).
В 1955—1958 — слушатель Высшей партийной школы при ЦК КПСС.
С 1958 по январь 1963 — секретарь Сумского областного комитета КП Украины. Затем до декабря 1964 — 2-й секретарь Сумского промышленного областного комитета КП Украины.
В конце 1964 — первый директор Всесоюзного научно-исследовательского технологического института химического, насосно-компрессорного и арматурного машиностроения (НИИтехмаш) в Сумах.

## Награды
- Сталинская премия (1952)
- три ордена Трудового Красного Знамени
- орден «Знак Почёта» (дважды)